# Dolores (rivière)
Pour les articles homonymes, voir Dolores.
La rivière Dolores (en anglais : Dolores river) est une rivière du Colorado et de l'Utah aux États-Unis, affluent gauche du fleuve Colorado et d'environ 402 kilomètres de longueur[réf. nécessaire].

## Géographie
Elle prend sa source au sud-ouest du Colorado dans les montagnes San Miguel près du Mont Wilson, (4 324 m), se dirige vers le sud-ouest jusqu'à la ville de Dolores à partir de laquelle elle se dirige vers le nord. Elle traverse ensuite un canyon puis reçoit les eaux de la rivière San Miguel au niveau du comté de Montrose et enfin rentre dans l'Utah pour se jeter dans le Colorado au niveau du comté de Grand, à 1 338 m d'altitude.

### Bassin versant
Son bassin versant est de 11 850 km2 de superficie[réf. nécessaire].

## Hydrologie
Son module est de 18 m3/s, à Cisco[réf. nécessaire].

## Hydronyme
La rivière a été explorée et peut-être nommée par Juan Maria Antonio Rivera lors d'une expédition qui partait de Santa Fe en 1765.

## Aménagements et écologie
La rivière est navigable à partir de son confluent avec la rivière San Miguel jusqu'au confluent avec le Colorado, mais comme la rivière est aussi utilisée pour l'irrigation la navigation est impossible en période de basses eaux. Sur certaines parties de la rivière, des rapides sont utilisés pour le rafting et le kayak.